# Amurrio
Amurrio es una localidad y municipio español de la provincia de Álava, en la comunidad autónoma del País Vasco. Se sitúa en la cuadrilla de Ayala. Cuenta con una población de 10 330 habitantes (INE 2024).

## Toponimia
Amurrio es un topónimo que aparece documentado de esa forma desde el siglo XI sin que haya tenido otras variantes conocidas, siendo históricamente utilizado tanto en lengua vasca como en castellano. Su origen y significado etimológico son desconocidos.
Se ha tratado de buscar un origen etimológico al nombre de tipo descriptivo basado en la lengua vasca, pero las explicaciones así conseguidas parecen bastante forzadas, como en los casos por ejemplo de amu urri (moras escasas), o (h)ar murru (muro/sierra de piedra); algunas de las explicaciones que se han llegado a proponer para explicar el origen etimológico del nombre Amurrio.
Sin embargo, la mayor parte de los filólogos de prestigio que han estudiado el asunto opinan que Amurrio es un antropónimo. Koldo Mitxelena pensaba que Amurrio derivaría de un primitivo Amurriano transformado en Amurrio por mutación del sufijo -iano en -io. El fenómeno de la pérdida de la n intervocálica es un fenómeno muy habitual en la toponimia vasca y existe un caso, Ochandiano → Otxandio, que se ajustaría como un guante al caso de Amurrio. Sin embargo, esta hipótesis presenta el problema de que no está documentado Amurriano y que la forma Amurrio es muy antigua, lo que indicaría que este fenómeno se habría producido en una época muy temprana, anterior a los otros casos documentados.

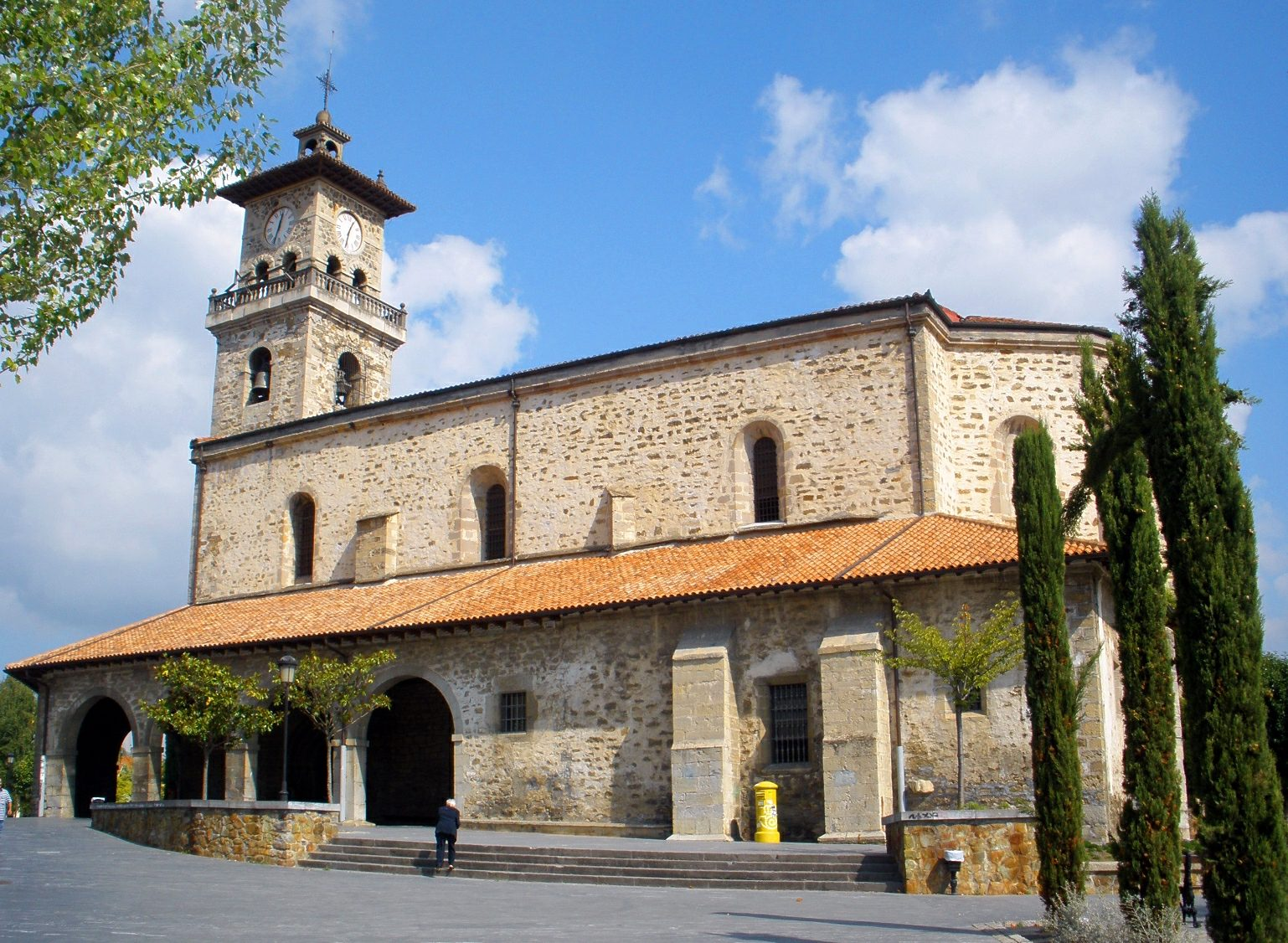
Iglesia parroquial de Santa María de la Asunción

Sobre el supuesto nombre personal Amurri que estaría en el origen del topónimo, existió una población en el siglo IX llamada Amurrihuri en la zona de los montes Obarenes en la provincia de Burgos. Esta zona fue repoblada por vascos y el sufijo -(h)uri en lengua vasca es equivalente al castellano villa. Suele venir acompañado en ocasiones de nombres propios y en otras de nombres comunes. Aunque no vale para demostrar que Amurri fue un nombre propio, sí que permite considerarla una hipótesis plausible. Alfonso Irigoyen apuntó la posibilidad de que este nombre estuviera relacionado con amurru que significa rabia en lengua vasca y que fue utilizado como sobrenombre en la Edad Media. Cita un Lop Amurru que vivió en Navarra en el siglo XIII.

## Demografía
Amurrio cuenta con una población de 10 330 habitantes (INE 2024).
| Gráfica de evolución demográfica de Amurrio entre 1842 y 2021 |
| |
| Población de derecho según los censos de población del INE Población de hecho según los censos de población del INEEntre el censo de 1981 y el anterior, crece el término del municipio porque incorpora a 01007 (Arrastaria) y a 01035 (Lezama) |

#### Gráfico de población 1988-2020
| Gráfica de evolución demográfica de Amurrio entre 1988 y 2020 |
|                                                               |

### Economía

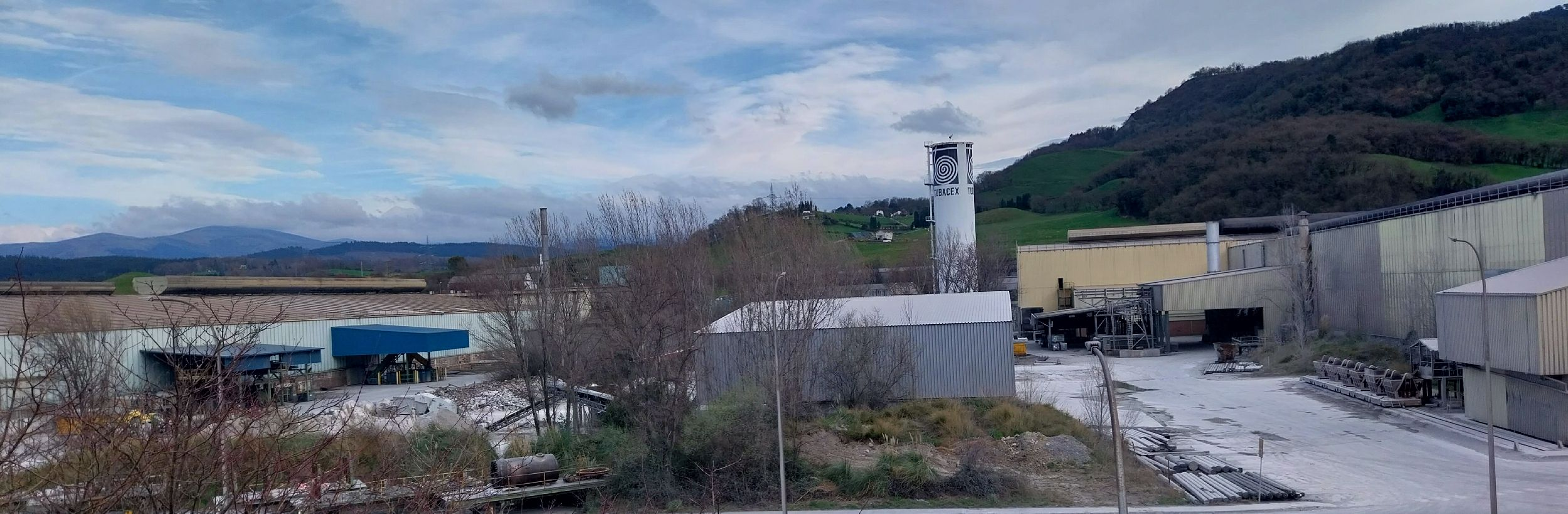
Tubacex Tubos Inoxidables (TTI)

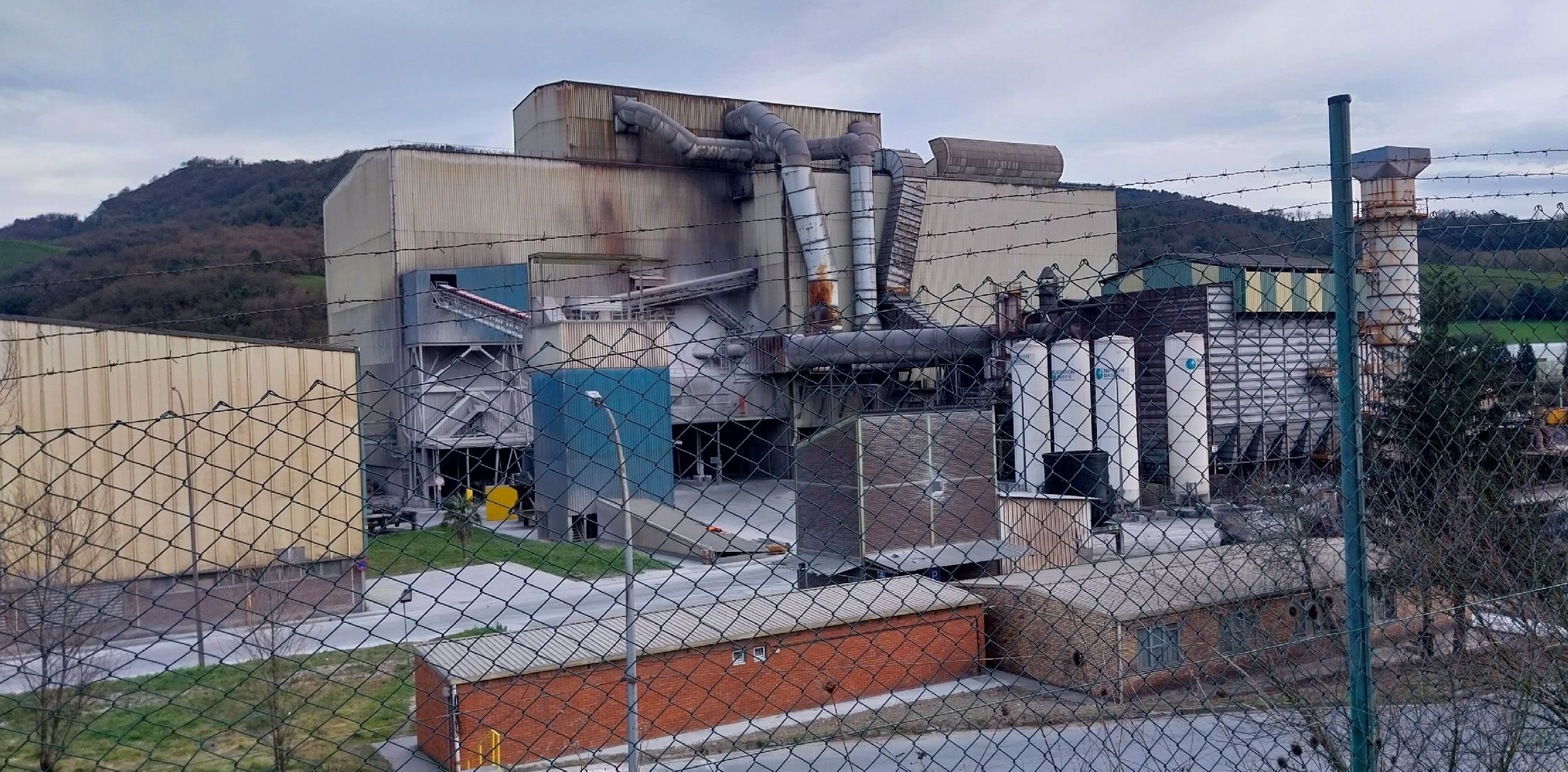
Aceralava (Grupo Tubacex)

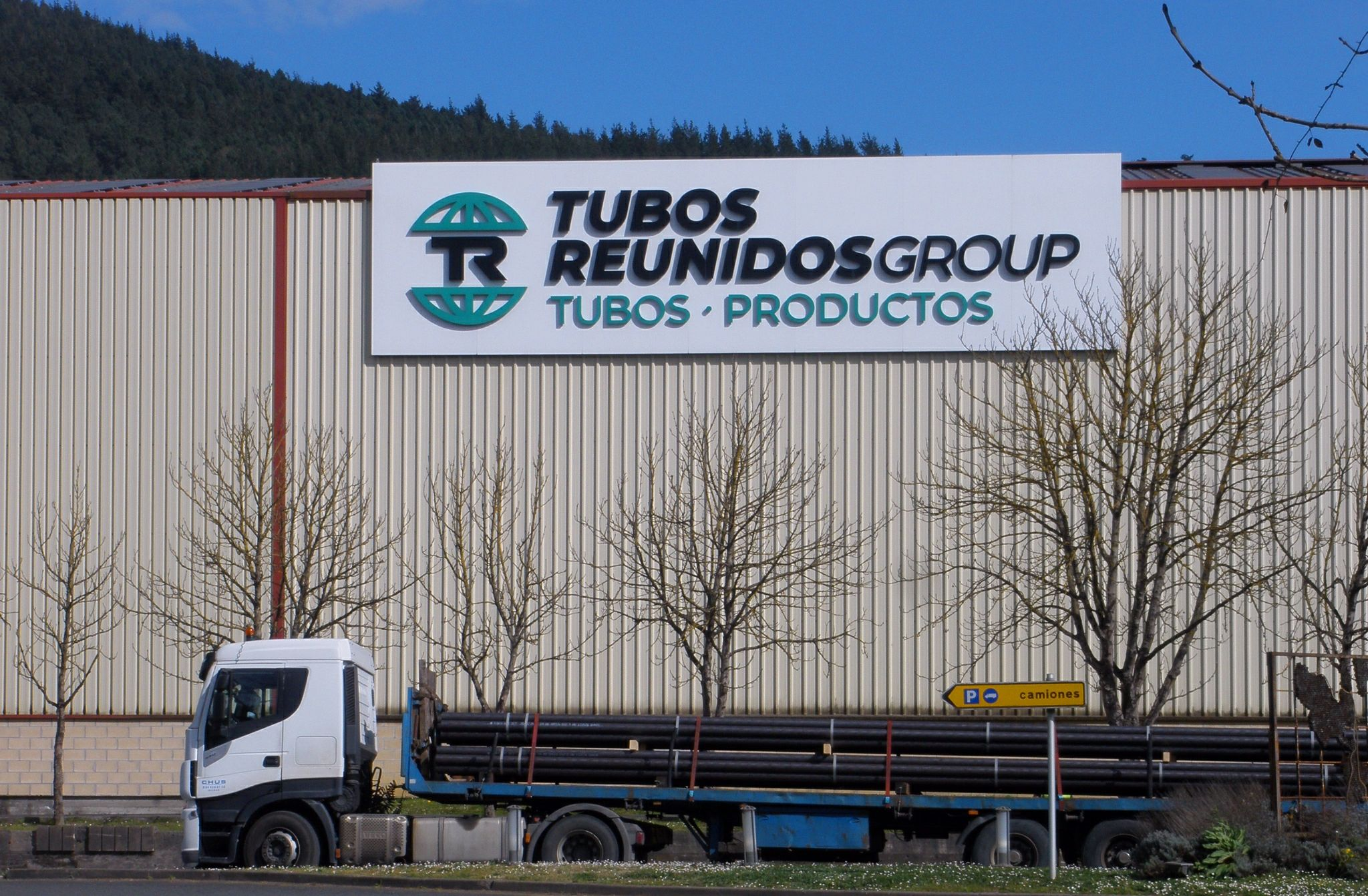
Tubos Reunidos

La economía de Amurrio está basada en la industria. Posee una industria sidero-metalúrgica muy fuerte centrada en la fabricación de tubos de acero. En Amurrio están asentadas dos empresas punteras en ese sector: Tubos Reunidos y Tubacex, que emplean casi 1500 trabajadores entre las dos. La plantilla de Tubos Reunidos en Amurrio (incluyendo su filial Inauxa) supera los 1000 empleados.
Empresas industriales asentadas en Amurrio que según el Catálogo Industrial Vasco superan los 50 trabajadores:
- Aceralava Acería de Álava: Es la acería de Tubacex. Fabrica semiproductos siderúrgicos.
- Amurrio Ferrocarril y Equipos: material ferroviario.
- Industria Auxiliar Alavesa (MUBEA-INAUXA): Fabrica piezas tubulares para el sector de la automoción.
- Kime: mobiliario metálico. Pertenece al Grupo Kider.
- Lázaro Ituarte Internacional: Válvulas industriales. Pertenece al grupo Valvospain.
- Megatech: transformación de plásticos por inyección para los sectores de automoción y electrodomésticos. Pertenece a una multinacional.
- Tubacex Tubos Inoxidables (TTI): Pertenece al Grupo Tubacex. Fabrica tubos de acero sin soldadura.
- Tubos Reunidos: tubos de acero sin soldadura. En Amurrio está su sede central así como su principal planta de producción.

Debido a la fuerte presencia de grandes compañías industriales, Amurrio ha desarrollado una densa red de empresas de tamaño medio relacionadas con el sector del metal.
- Talleres F. Larrinaga: fabricación de productos dirigidos, en general, al sector de valvulería tales como reductores de engranaje cónico.
- Castinox: fundición de acero inoxidable y aleaciones especiales. Fabricación de piezas para válvulas y otros componentes industriales.

También es destacable la actividad relacionada con el sector de la madera y la construcción.
- Etxeguren: proyectos industriales: montajes, Instalaciones Industriales, mantenimiento y traslados de maquinaria.
- Plaza Amurrio: suministros para la construcción, materiales, grifería, mobiliario, etc.

Pese a que el sector agrícola se sitúa en un segundo plano, cabe señalar la importancia de empresas relacionadas con el huerto ecológico y el ganado ovino y bovino.

## Administración y política

### Gobierno municipal
| Partido político                                              | 2019  | 2019       | 2015  | 2015       | 2011  | 2011       | 2007  | 2007       | 2003        | 2003        | 1999  | 1999       | 1995  | 1995       |
| Partido político                                              | %     | Concejales | %     | Concejales | %     | Concejales | %     | Concejales | %           | Concejales  | %     | Concejales | %     | Concejales |
| Euzko Alderdi Jeltzalea-Partido Nacionalista Vasco (EAJ-PNV)  | 42,12 | 8          | 39,92 | 7          | 39,03 | 7          | 24,57 | 4          | 58,01       | 9           | 18,03 | 2          | 24,36 | 3          |
| Euskal Herria Bildu (EH Bildu)-Bildu                          | 34,74 | 7          | 27,64 | 5          | 35,62 | 7          | —     | —          | —           | —           | —     | —          | —     | —          |
| Ahora Amurrio-Orain Amurrio (AA-OA)                           | 8,45  | 1          | 13,71 | 2          | —     | —          | —     | —          | —           | —           | —     | —          | —     | —          |
| Partido Socialista de Euskadi-Euskadiko Ezkerra (PSE-EE PSOE) | 5,18  | 1          | 6,76  | 1          | 9,80  | 1          | 12,31 | 2          | 12,41       | 1           | 8,95  | 1          | 8,53  | 1          |
| Partido Popular del País Vasco (PP)                           | —     | —          | 5,24  | 1          | 11,05 | 2          | 11,24 | 1          | 16,93       | 2           | 18,16 | 2          | 9,48  | 1          |
| GUK Bai                                                       | —     | —          | 5,09  | 1          | —     | —          | —     | —          | —           | —           | —     | —          | —     | —          |
| Por Un Mundo Más Justo (PUM+J)                                | —     | —          | —     | —          | 1,80  | 0          | —     | —          | —           | —           | —     | —          | —     | —          |
| Eusko Abertzale Ekintza-Acción Nacionalista Vasca (EAE-ANV)   | —     | —          | —     | —          | —     | —          | 15,93 | 2          | —           | —           | —     | —          | —     | —          |
| Aralar                                                        | —     | —          | —     | —          | —     | —          | 4,56  | 0          | 6,69        | 1           | —     | —          | —     | —          |
| Ezker Batua-Berdeak (EB-B)                                    | —     | —          | —     | —          | —     | —          | 2,51  | 0          | 3,17        | 0           | 2,17  | 0          | —     | —          |
| Eusko Alkartasuna (EA)                                        | —     | —          | —     | —          | —     | —          | 27,11 | 4          | Con PNV     | Con PNV     | 31,89 | 5          | 43,27 | 7          |
| Unidad Alavesa (UA)                                           | —     | —          | —     | —          | —     | —          | —     | —          | 1,15        | 0           | 0,53  | 0          | 2,15  | 0          |
| Euskal Herritarrok (EH)-Herri Batasuna (HB)                   | —     | —          | —     | —          | —     | —          | —     | —          | Ilegalizado | Ilegalizado | 19,29 | 3          | 10,06 | 1          |

### Organización territorial

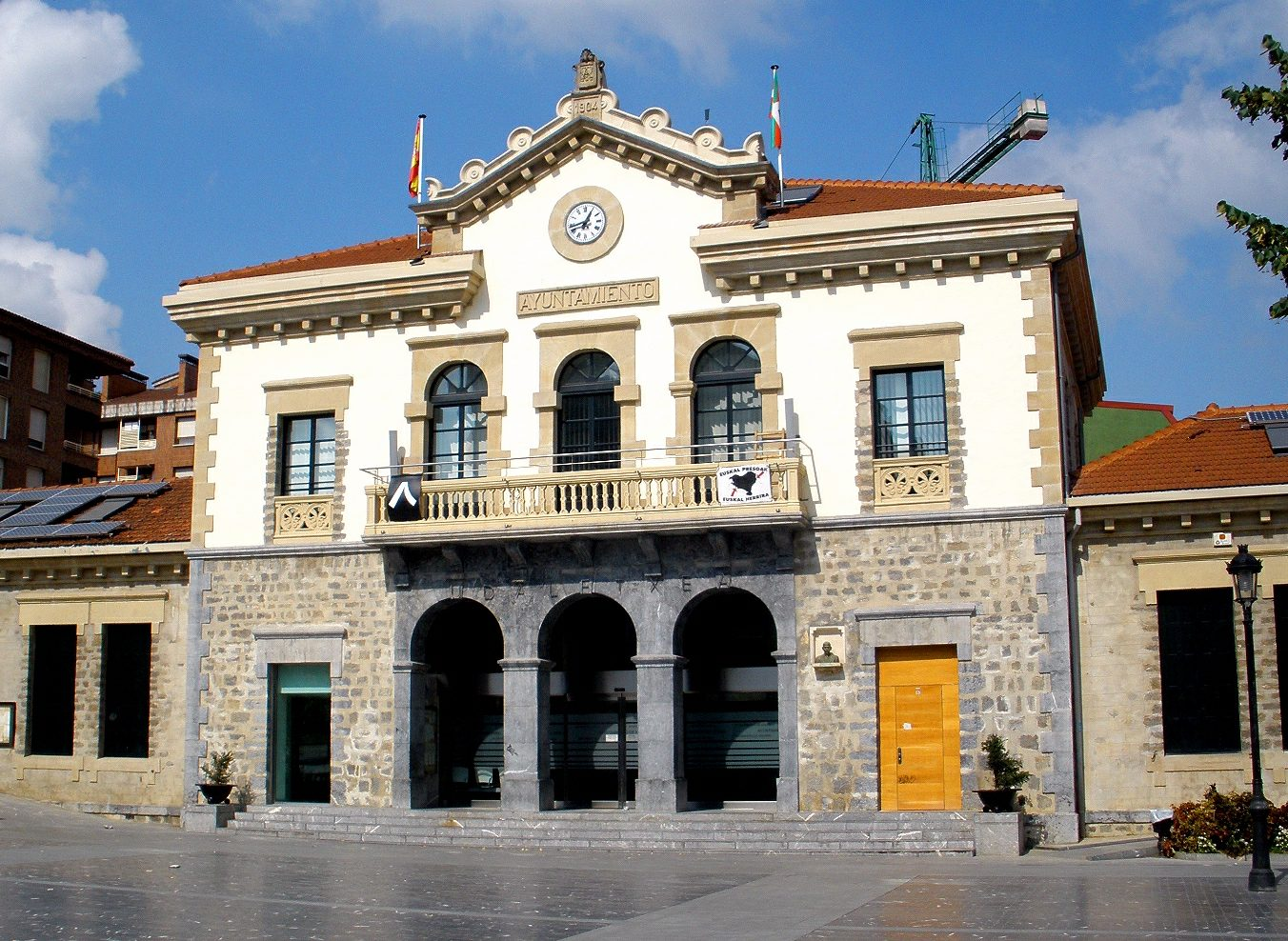
Ayuntamiento de Amurrio

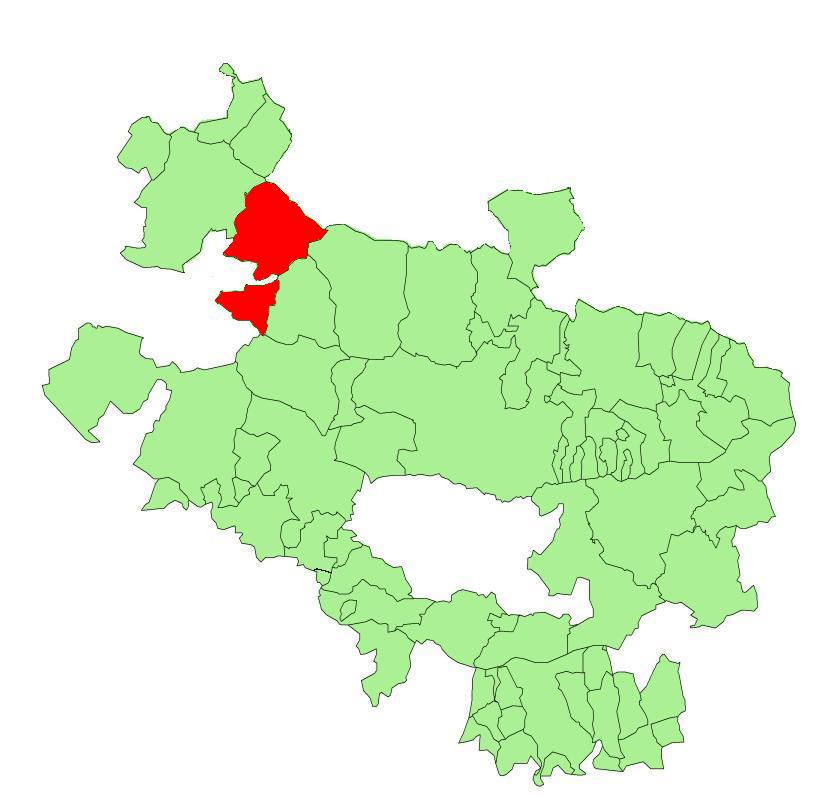
Extensión del municipio en la provincia de Álava

#### Concejos
El municipio se divide en diez concejos. La población homónima de Amurrio es la capital del municipio y su principal núcleo de población con 9263 hab, lo que supone cerca de un 90% de la población total municipal. Los nueve concejos restantes pertenecieron a los municipios de Arrastaria y Lezama, antes de que fueron absorbidos por Amurrio en 1976. 
| Concejo  | Nombre oficial | 2000 | 2005 | 2010 | 2015 | 2019 |
| -------- | -------------- | ---- | ---- | ---- | ---- | ---- |
| Aloria   | Aloria         | 30   | 24   | 25   | 26   | 23   |
| Amurrio  | Amurrio        | 8518 | 8375 | 8873 | 9124 | 9263 |
| Artómaña | Artomaña       | 71   | 80   | 70   | 61   | 56   |
| Barambio | Baranbio       | 182  | 170  | 161  | 135  | 136  |
| Délica   | Delika         | 168  | 168  | 166  | 166  | 149  |
| Larrimbe | Larrinbe       | 249  | 279  | 275  | 265  | 250  |
| Lecamaña | Lekamaña       | 28   | 29   | 35   | 40   | 41   |
| Lezama   | Lezama         | 289  | 273  | 264  | 269  | 263  |
| Saracho  | Saratxo        | 92   | 105  | 101  | 87   | 87   |
| Tertanga | Tertanga       | 93   | 89   | 80   | 90   | 82   |

Nota: Los datos de población corresponden al INE. Nomenclátor: Población del Padrón Continuo por Unidad Poblacional. 

#### Despoblados
Despoblados del municipio:
| Despoblado | Concejo |
| ---------- | ------- |
| Berracazán | Délica  |
| Derendano  | Saracho |
| Mariaca    | Amurrio |
| Paul       | Délica  |
| Saerín     | Amurrio |
| Ugarte     | Amurrio |
| Zamarre    | Délica  |

## Cultura

### Museos
Museo al aire libre Aresketamendi

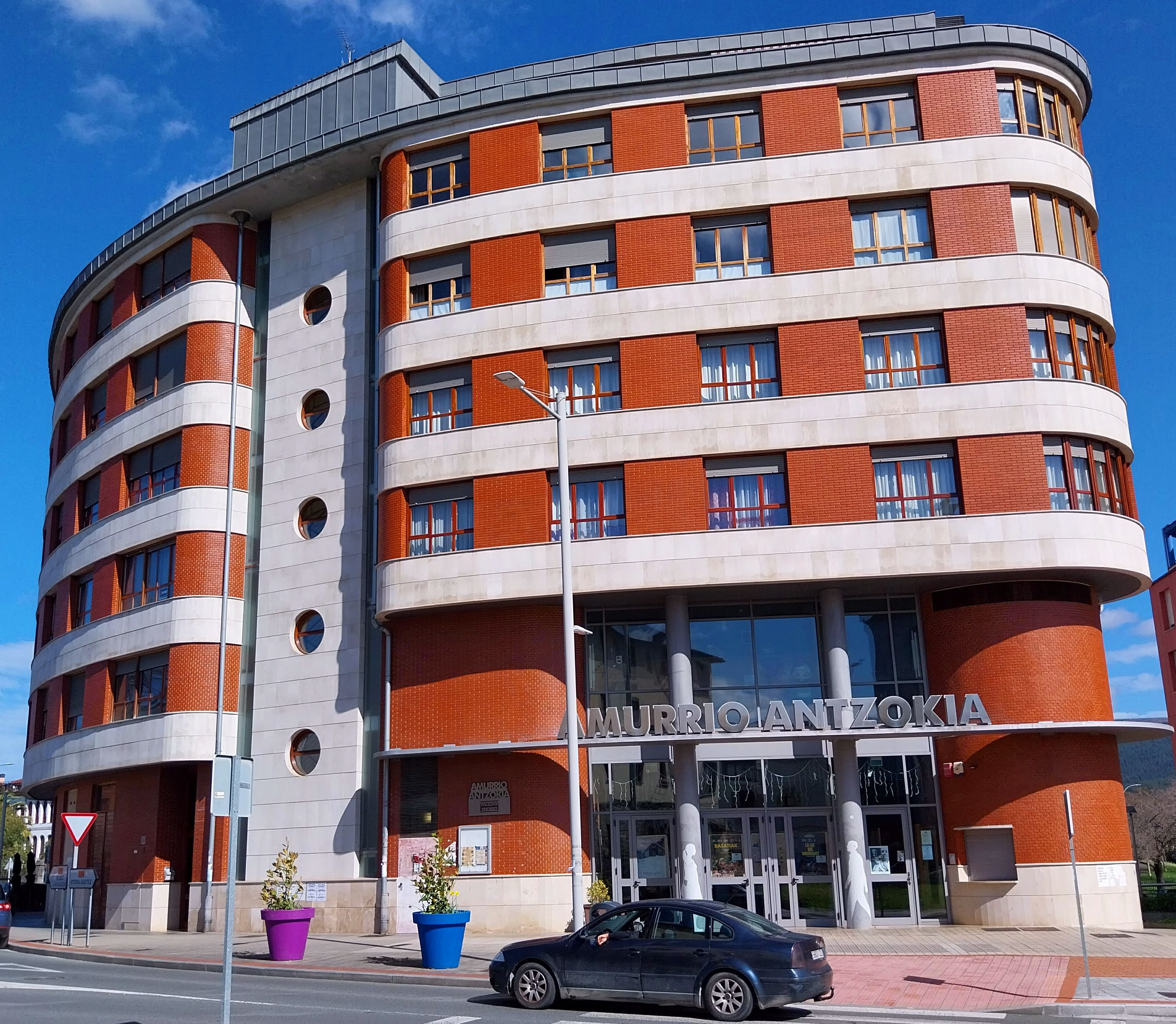
El Amurrio Antzokia, teatro y espacio cultural inaugurado en 2005

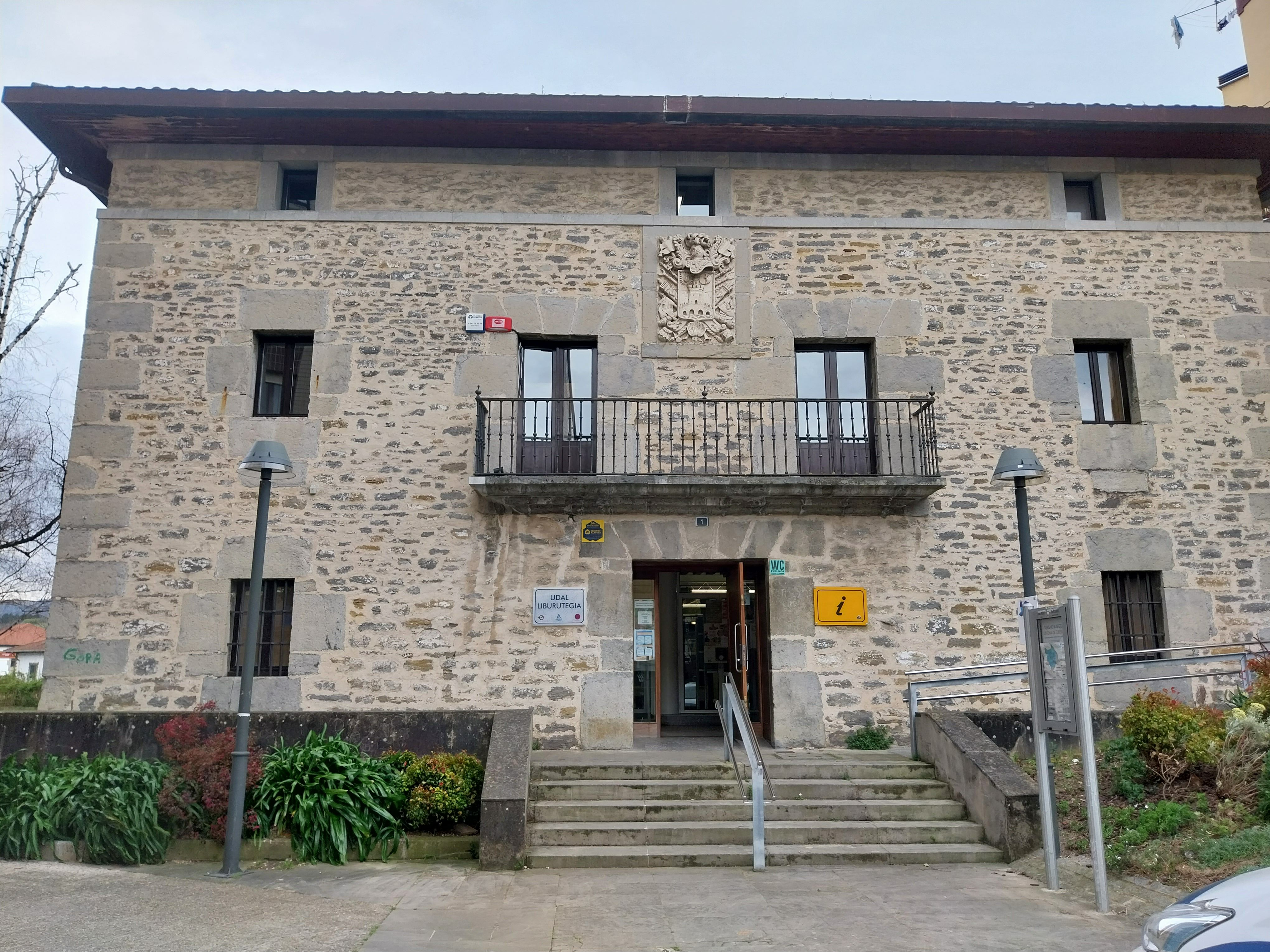
Biblioteca Municipal

El parque Aresketamendi de las energías renovables, está dedicado al aire, sol, agua y biomasa con 26 ingenios energéticos, donde los niños y adultos pueden probar y comprobar por sí mismos el funcionamiento de tales artilugios. El municipio de Amurrio, en su apuesta decidida por la sostenibilidad, ha transformado parte del entorno del cerro de Aresketamendi en un enclave dirigido a transmitir de una manera didáctica y lúdica, las energías renovables ligadas al sol, al agua, al viento, a la biomasa,...
El parque es un espacio expositivo al aire libre de 22 600 m², en el que una pasarela de madera en espiral, de casi 1 km nos introduce en las diferentes áreas del parque, encontrándonos con numerosos ingenios, artilugios participativos, maquetas y paneles, relacionados con las diferentes fuentes de energía: el agua, el viento, el sol, la tierra..., que nos transmiten los principios energéticos por los que apuesta el desarrollo sostenible.
Museo del Licor
El Museo del Licor de Amurrio es el primero de este tipo en Euskadi. Recorre la trayectoria de la destilería Manuel Acha, fundada en 1831, que cuenta con marcas tan famosas como el licor Karpy o Pacharan Sierra de Orduña. El Museo del Licor realiza un recorrido por la historia de la fabricación de brebajes. Se recogen barricas utilizadas a primeros de siglo, libros de contabilidad, material publicitario de primeros del siglo XX y referencias al equipo ciclista Karpy, equipo profesional de los años 60 y 70 (camisetas, bicicletas). El recinto tiene aproximadamente 250 metros cuadrados distribuidos en 3 salas.
Museo de la Bicicleta de Amurrio ubicado en los bajos del antiguo edificio de El Reformatorio
El museo contiene fotografías y maillots. También se encuentran una decena de bicicletas de diversas épocas y complementos, como botellines, cascos, trofeos, carteles y una hemeroteca con noticias de ciclismo de 1970 a la actualidad. Hay 1500 piezas en tres áreas: ciclismo profesional, equipo Karpy y cicloturismo y mountain bike.
Txakolineria
Es la mayor bodega productora de txakolí con D.O. Arabako Txakolina. La visita comprende un recorrido por la txakolineria y una degustación en el txoko.
Es el txakolí un vino característico del Alto Nervión y de la zona vasco-cantábrica, de baja graduación, fino paladar y alegre color pajizo. Topónimos como La Viña, Mahatsondo y Maskuribai (El río del viñedo, según Barrengoa), así como el pago de diezmos en txakoli, como se hacía en Larrimbe, dicen bien a las claras la importancia que en otros tiempos tuvo el viñedo en la zona de Amurrio y alrededores. La historia nos viene a confirmar este dato, al fechar el año 864 la presencia de la viña en Retes de Tudela, cerca de Arceniega. Enfermedades como el mildiu y la filoxera a finales del siglo XIX y principios del XX, redujeron drásticamente el viñedo de estas tierras.
En 1989, se fundó la asociación Arabako Txakolina, con sede en Amurrio, que ha representado un resurgir de este producto tan típico de la tierra y de cuya calidad hablan los premios internacionales que en pocos años ha conquistado.

### Fiestas
- Fiestas patronales del 12 al 17 de agosto, en honor de Nuestra Señora y San Roque.
- Fiestas en honor de San Prudencio, patrón de Álava, cada 28 de abril.
- Txakolin Eguna, en mayo, el domingo siguiente a San Isidro. Destaca el concurso gastronómico en el que un ingrediente imprescindible es el chacolí que se encuentra bajo la denominación de origen de Arabako Txakolina.
- Artzain Eguna o día del pastor, el tercer domingo de septiembre. Durante ese día se organizan multitud de actividades relacionadas con el mundo del pastoreo, degustación de carne de oveja, concurso de queso, demostración de esquileo, etc.
- Mikoturismo Eguna, en noviembre. Desde el Ayuntamiento se intenta acercar el mundo de la seta a todo aficionado, celebrando conferencias con micólogos, menús especiales elaborados con setas, concurso de pintxos, actividades para los más jóvenes, etc.

### Deporte
Amurrio cuenta con un equipo de fútbol en tercera división, el Amurrio Club, fundado en 1949.
También dispone de un club de baloncesto, el Zaraobe ST, club fundado en 1985 por Marcos Maroto. Actualmente cuenta con más de 150 miembros y alrededor de 10 equipos, 2 de ellos federados. Sus comienzos fueron en Lucas Rey. Ahora cuenta con pabellón multiusos conocido como el Bañueta Center.

## Localidades hermanadas
- Agüenit, Sáhara Occidental